# 図書分類法
図書分類法（としょぶんるいほう）は、図書を主題・内容に基づいて分類する方法。目録の作成などを目的として図書館などで用いられる場合が多い。

## 概要
資料を多量に収集・収蔵していくことで、利用者が求める情報の提供に時間が掛かるようになってしまう。そのため、図書の分類が古来より行われるようになった。また、図書館が発展したことで、図書分類法も変化、多様化していった。

## 主要な図書分類法
- 国際十進分類法（UDC）
- デューイ十進分類法（DDC）
- ブリス書誌分類法（BC）
- コロン分類法（CC）
- アメリカ議会図書館分類表（LCC）
- 日本十進分類法（NDC）
- 国立国会図書館分類表（NDLC）
- 中国図書館分類法（CLC）
- 韓国十進分類法（KDC）

## 歴史

### 世界最古の分類
図書館における図書分類は古くから行われており、その起源はアッシュールバニパルの図書館まで遡ることが出来るとされており、資料を歴史・法律・科学・魔術・教義・伝説の六種に分類していた。アレクサンドリア図書館においても十種類に図書を分類していたとされている。

### イスラム世界
10世紀後期、アッバース朝の首都バグダードの書籍商イブン・アル・ナディーム（Ibn al-Nad îm）が古今東西の書籍を10部（マカーラ）に分類した『フィフリスト』（Kitâb al-Fihrist、『目録の書』とも）を著し、以後イスラム世界の図書分類の基本となった。
- 1 - 諸啓典（イスラム教・ユダヤ教・キリスト教の聖典など）
- 2 - 文法学・言語学
- 3 - 歴史
- 4 - 詩
- 5 - イスラム神学
- 6 - イスラム法学
- 7 - 哲学
- 8 - 伝説・魔術
- 9 - 非一神教宗教などの異教徒関係
- 10 - 化学

13世紀のマムルーク朝に仕えたアル=ヌワイリー（al-Nuwayri）は、宗教・神学以外の諸学問を5分類した（英語版記事en:Al-Nuwayriも参照可）。
- 1 - 天文・地誌
- 2 - 人間（預言者以下の伝記）
- 3 - 植物学
- 4 - 動物学
- 5 - 歴史

17世紀のオスマン朝に仕えたキャーティプ・チェレビー（Kâtip Çelebi）は、イブン・アンナディームの分類を改良・順序変更を行った上で更に著作をアラビア語・トルコ語・ペルシア語と言語ごとにまとめた目録『疑問の氷解』（Kashf al-Zünûn）を作成した（英語版記事はen:Kaşf az-Zunūn）。

### ヨーロッパ・アメリカ
中世ヨーロッパには「自由七科」と呼ばれる学問の区分が存在したが、これに基づいた図書の分類を行うことはなかった。

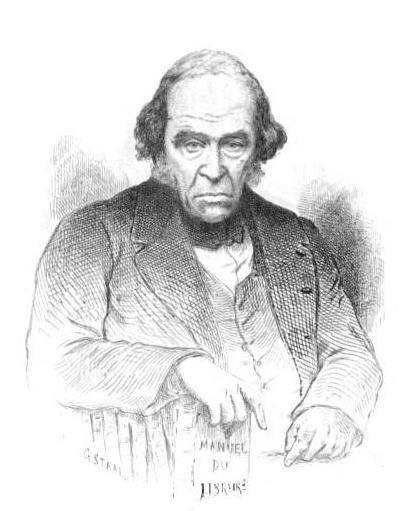
ジャック＝シャルル・ブリュネ

17世紀にイングランドのフランシス・ベーコンが自然学に基づいて人間の精神活動を「理性（哲学）」・「記憶（歴史）」・「想像（創作→文学）」の3分野に分ける事を提唱した。この考え方はフランスに渡って百科全書派や実証主義派に継承されたが広い支持は得られなかった。19世紀の書誌学者ジャック＝シャルル・ブリュネは、A - 神学、E - 法学、I - 諸科学・技芸、O - 文芸、U - 歴史に分けた「フレンチ・システム」を考案した。

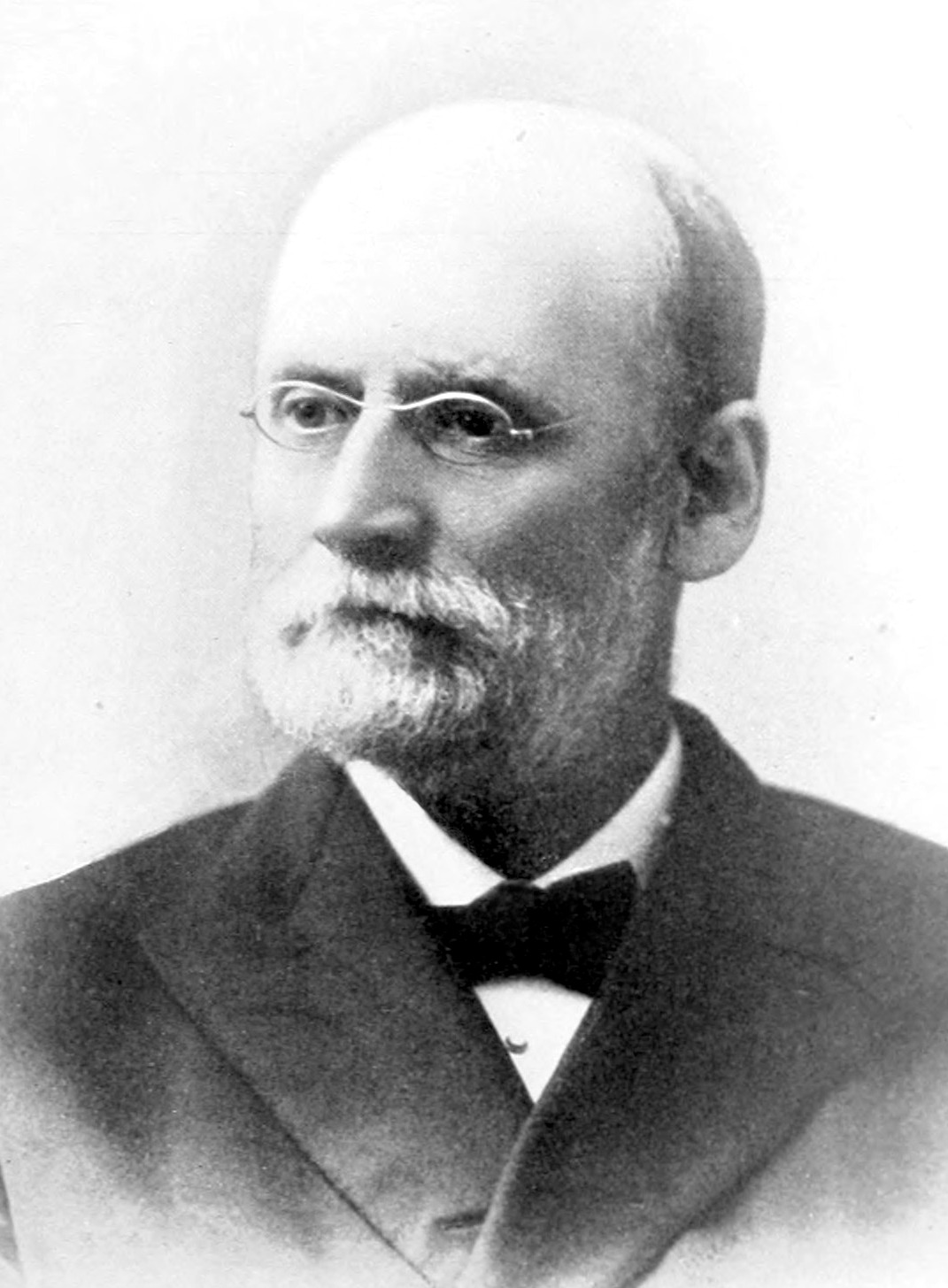
ウィリアム・トーリー・ハリス

図書館での配架を分類に基づいて行う事を提唱したのは、フランシス・ベーコンの系統を受け継いだウィリアム・トーリー・ハリスである。1870年に発表した分類はその後の図書館のあり方にも影響した。
1876年にアメリカ合衆国のメルヴィル・デューイによって「デューイ十進分類法」が考案された。後に科学分野の進歩などによって、十進分類法が更に10ずつ細分化されたり、新たな基準による別の分類法が考案・採用されたものの、基本はデューイ十進分類法に由来している。

### 中国
学問の根幹を読書に置いていた中国では、古くから図書（漢籍）の分類と目録作成の研究が盛んであった。
漢籍の分類法としては、紀元前6年に前漢の哀帝の命令で劉歆が編纂した『七略』が存在した。七略とは、六芸略（儒教の経典）・諸子略（諸子百家）・詩賦略（文学作品）・兵書略（軍事学）・術数略（占い・天文学・暦学）・方技略（医学・薬学・神仙）・輯略の七部分類法（実際には、輯略は総記に相当するので、六部分類法）のことである。
3世紀には、西晋の武帝の命令で、荀勗が『中経新簿』を編纂し、その際に甲（儒教）・乙（諸子百家・軍事学）・丙（歴史）・丁（文学その他）の四部の分類法を最初に適用した。これは一見すると簡略化にも見えるが、実際には劉歆の時代には存在しなかった分野や書籍の種類が増加した分野もあり、七略では却って対応しきれなくなっている現状を改善する目的があったとされている。
その後、7世紀、初唐の『隋書』の「経籍志」により、経部（儒教の経典および注釈など。訓詁学（文字解釈）を含む）・史部（歴史・地理など）・子部（諸子百家など。天文学・暦学・医学・薬学・占いなども含む。後に仏教・道教書も含まれる）・集部（文学作品、文芸評論）の四つから構成される四部分類（四庫分類）法が完成した。
さらに時代は下がって、清の乾隆帝の命令によって編纂された一大叢書である『四庫全書』にも四部分類が適用されており、今日に至るまで、漢籍分類のスタンダードとして踏襲され続けている。
だが、アヘン戦争以後の西洋の学問流入によって実際の目録作成に四部分類は不適切とされるようになり、次第に実際の図書目録作成の場からは姿を消す事になる。
中華民国成立後は、四部分類から国際十進分類法に基づく分類法への移行が進められた。現代の台湾ではその延長で作られた中文図書分類法が使われている。中華人民共和国成立後は、国際十進分類法が批判されマルクス・レーニン主義に基づく分類法への移行が進められた。中国図書館分類法編集委員会は、文革が落ち着いた1973年に「中国図書館図書分類法」の試行版を作成した。「中国図書館図書分類法」は、改革開放期の1990年出版の第3版で「中国図書館分類法（CLC）」と名を改められた。
中国図書館分類法は、大分類の一番目がマルクス・レーニン主義及び毛沢東主義となっており、成立当時の社会情勢を色濃く反映させたものとなっている。

### 日本
日本において書籍の始まりは王仁の故事で知られるように中国からの伝来であったと考えられている。このため、最古の図書目録とされている『日本国見在書目録』（891年）も実態は漢籍のみを扱っており（和書は極めて少なかった）、分類自体も『隋書』の「経籍志」に倣った分類方法となっている。
日本独自の分類は『類聚国史』などにまで遡る事が出来るが、図書目録における最古のものと考えられているのは、鎌倉時代後期の『本朝書籍目録』（1287年）である。493の図書を20の部に分割したこの目録は折からの元寇直後の神国思想の高まりも相まって、「神事」（神祇）・「帝紀」（帝王）を筆頭とし、和歌などの日本独自の文芸などを部門立てするなど、近代以前の図書分類の基本となり、江戸幕府の紅葉山文庫の目録である『御文庫目録』や塙保己一の『群書類従』、明治末期から大正期にかけて編纂された『古事類苑』など各種目録・叢書の分類にも踏襲されている。
明治維新後に欧米の図書目録を模範とした図書分類法が日本でも取り入れられるようになった。1876年、官立東京書籍館にて洋書・国書漢籍の目録が刊行された。これはいわゆる「六門分類」が採用された。これはハリスの提唱からわずか6年後のことであった。
- 1 - 理学（哲学）
- 2 - 政治
- 3 - 技術
- 4 - 文学
- 5 - 歴史
- 6 - 雑書（その他）

官立東京書籍館を受け継いだ帝国図書館は1879年に、図書分類法を「八門分類」に改めた。この八門分類は日本国内の図書館に多大な影響をあたえることとなった。
- 1 - 神書・宗教
- 2 - 哲学・教育
- 3 - 文学・語学
- 4 - 歴史・伝記・地誌・紀行
- 5 - 国家・法律・経済・財政・社会・統計学
- 6 - 数学・理学・医学
- 7 - 工学・兵事・美術・諸芸・産業
- 8 - 総記・雑書・随筆

しかし、当時はいまだ西洋伝来の図書分類法に旧来の日本にある図書（漢籍含む）をあてはめる方法を採っており、日本の実情に必ずしも適った分類法ではなかった。また、帝国図書館以外では図書分類に関する原則が定められていなかったために各図書館がバラバラの分類法を採用していた。1904年ごろに京都府立図書館館長湯浅吉郎が十進分類法に基づく「和漢図書分類法」（京都府立図書館分類表）を作成したが大まかな分類でしかなかった。続いて1909年に佐野友三郎が従来の八門分類を十門に再編し、数字3桁による分類記号を与えた「山口県立図書館分類表」を作成、その後石川県立図書館や新潟県立図書館でも独自の十進分類法が作成されている。これらを統一する試みが1910年の全国図書館大会、1918年の全国府県立図書館長会議において行われたがまとまらず、翌1919年の全国府県立図書館協議会においてようやく、日本初の標準分類表（山口県立図書館分類表の100区分表）が制定された。しかしこれも実際には標準とはならなかった。1927年に間宮不二雄 が結成した青年図書館員連盟（現在の日本図書館研究会）でも、最優先課題としてこの問題が取り上げられた。 
そして、1928年には青年図書館員連盟のメンバーであった森清が「和洋図書共用十進分類表法」を考案した。森が翌1929年に発表したものが今日の日本の公立図書館・学校図書館のほとんどで採用されている「日本十進分類法」(NDC) の初版である。この方法が日本図書館協会に推奨された事もあり、その後全国の公立図書館・学校図書館に採用されたのである。日本十進分類法は、デューイ十進分類法 (DDC) に倣って図書の主題・形式・地域・言語などによって共通の数字を対応させる助記性（じょきせい）を設けており、分類の緻密さと簡素さを併用している。しかし、利便性を優先するため、助記性に多くの例外規定が含まれることになっており、かえって煩雑になってしまっている部分も存在する。
なお、帝国図書館を継承した国立国会図書館では、当初和漢書は日本十進分類法、洋書はデューイ十進分類法を用いて区分していたが、1968年以後より細やかな分類が可能な「国立国会図書館分類表」(NDLC) を採用している。